# Ichikawa Fusae

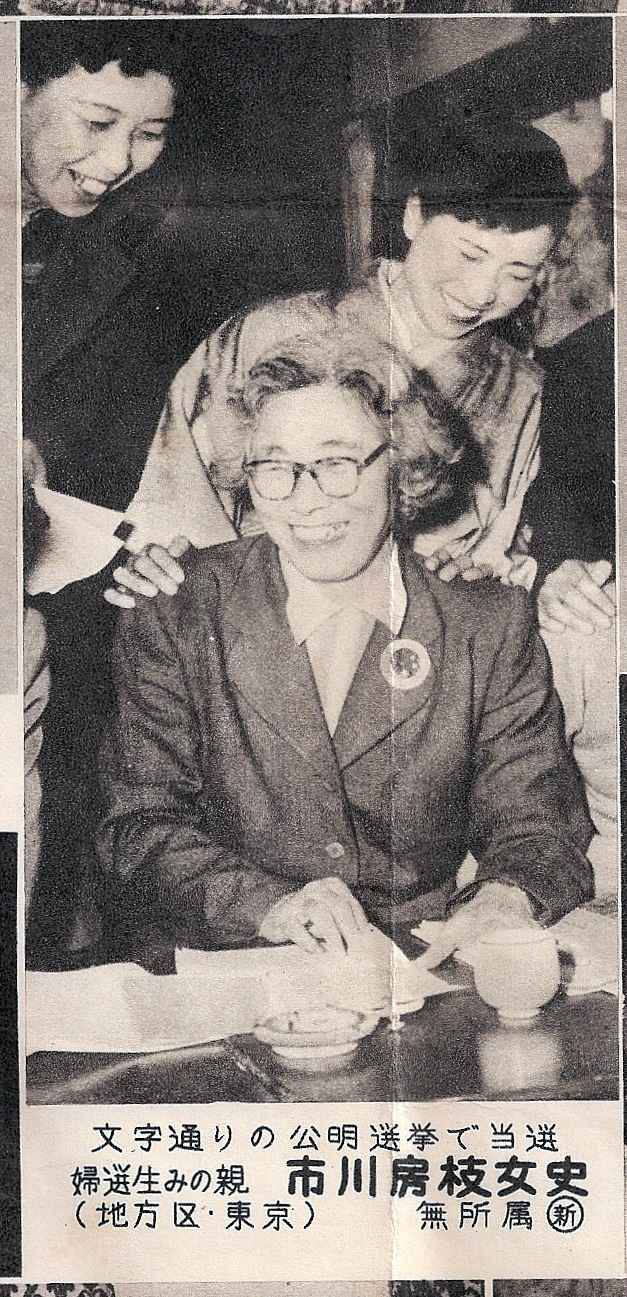
Ichikawa Fusae

Ichikawa Fusae (japanisch 市川 房枝; geboren am 15. Mai 1893 in Meichi, (heute: Ichinomiya), Präfektur Aichi; gestorben am 11. Februar 1981) war eine japanische Feministin und Politikerin. Von 1953 bis 1971 und von 1974 bis zu ihrem Tod 1981 war sie Abgeordnete im Sangiin, dem Oberhaus des nationalen Parlaments, zuletzt für den Dainiin-Klub.

## Leben
Ichikawa, Tochter einer Bauernfamilie, besuchte die Pädagogische Hochschule Aichi, um Grundschullehrerin zu werden. Von ihrem nach Amerika ausgewanderten Bruder hörte sie von den Rechten, die US-Frauen zu dieser Zeit bereits besaßen. Als sie selbst nach Tokio zog, wurde sie zudem mit der japanischen Frauenbewegung konfrontiert. Als sie 1917 nach Aichi zurückkehrte, wurde sie Zeitungsreporterin. 1919 war sie mit Hiratsuka Raichō eine Mitgründerin der „Vereinigung der neuen Frau“ (新婦人協会, Shinfujin kyōkai). Dabei handelte es sich um die erste Frauenrechtsorganisation Japans, die auch gegen das Betätigungsverbot von Frauen in politischen Organisationen kämpfte. Als erste Frau betrat sie das Parlamentsgebäude, um für ihre Ziele zu werben. 1922 hob der Reichstag das Verbot politischer Betätigung auf und Ichikawas Organisation löste sich auf.
1921 reiste Ichikawa selbst in die USA, nach Chicago und New York, um dort Alice Paul zu treffen. 1924 kehrte sie nach Tokio zurück und arbeitete dort für die Internationale Arbeitsorganisation und gründete schließlich die „Japanische Liga der Wählerinnen“ (日本婦人有権者同盟, Nippon fujin yūkensha dōmei), die 1930 ihre erste Hauptversammlung abhielt. 1933 gründete sie auch die Frauenorganisation für Saubere Politik in Tokio, mit der politische Korruption bekämpft werden sollte. Sie wurde zu einer der fünf weiblichen Beisitzer in der Zentralorganisation für Saubere Wahlen ernannt, war während des Zweiten Weltkriegs Sekretärin der Zentralen Gesellschaft für die Mobilisierung des Nationalen Kampfgeistes und koordinierte private Organisationen.
Nach dem Krieg wurde die Liga der Wählerinnen mit ihr als Präsidentin neu gegründet. Ein zentrales Argument ihrer neuen Kampagne für Frauenrechte war, dass Frauen im Parlament einen so zerstörerischen Krieg verhindert hätten. Ihrer Überzeugung nach würde es „ohne Gleichheit keinen Frieden geben und ohne Frieden keine Gleichheit“ (「平等なくして平和なし、平和なくして平等なし」). Den Schlüssel zu Friede und Gleichheit sah sie im Frauenwahlrecht. Unter dem Druck der Besatzungsmacht USA gab die Regierung nach und verkündete am 3. November 1945 das volle Frauenwahlrecht, das sowohl aktiv wie passiv am 17. Dezember gesetzlich festgeschrieben wurde.
Aufgrund ihrer Aktivität während des Kriegs wurde sie jedoch von den Besatzern für mehrere Jahre aus der Politik entfernt. Sie wurde dann 1953 als Vertreterin der Präfektur Tokio (damals vier Senatoren pro Teilwahl) mit dem zweithöchsten Stimmenanteil ins Sangiin gewählt. Ihre enge Mitarbeiterin seit den 30ern, Shigeri Yamataka zog 1962 für den nationalen Wahlkreis ins Oberhaus ein. Ichikawa trat weiterhin für Frauenrechte ein, bis sie 1971 nicht wiedergewählt wurde. 1974 trat die 81-Jährige erneut an, nun im nationalen Wahlkreis (50 Sitze pro Teilwahl), und erhielt eine vierte Amtszeit im Parlament. Zudem wurde sie 1974 mit dem Ramon-Magsaysay-Preis ausgezeichnet. 1975 übernahm sie eine tragende Rolle als anlässlich des internationalen Jahres der Frau eine Generalversammlung aller japanischen Frauenorganisationen einberufen wurde und diese die japanische Regierung bereits in dieser frühen Phase um die Ratifizierung der UN-Resolution zur Abschaffung jeglicher Diskriminierung von Frauen (国連の女子差別撤廃条約, engl. Convention on the Elimination of All Forms of Discrimination Against Women, kurz: CEDAW) baten. 1980 wurde sie wiedergewählt, starb jedoch während der Amtszeit.
Zum Gedenken an ihre Leistungen wurde ihr im Japan Center for Women and Governance in Shibuya, Tokio ein Raum gewidmet, der ihr Leben und Wirken in Zusammenhang mit der Frauenrechtsbewegung darstellt.